# Гринпис
«Гринпи́с» (англ. Greenpeace — «зелёный мир») — международная неправительственная экологическая организация, созданная в 1971 году в Канаде.
В поле зрения организации находятся такие проблемы, как глобальное изменение климата, сокращение площади лесов от тропиков до Арктики и Антарктики, чрезмерный вылов рыбы, коммерческий китобойный промысел, радиационная опасность, развитие возобновляемых источников энергии и ресурсосбережение, загрязнение окружающей среды опасными химическими веществами, устойчивое сельское хозяйство, сохранение Арктики.

## Организационная структура
26 национальных и региональных организаций (НРО) работают в 55 странах самостоятельно, руководствуясь общими принципами и миссией «Гринпис».
Для координации международной работы в 80-х годах национальные организации создали Greenpeace International (Амстердам, Нидерланды), во главе которого стоит Общее собрание членов.
В 2016 году были выбраны два исполнительных директора Bunny McDiarmid и Jennifer Morgan. Председатель международного совета директоров организации — Ана Тони (с 2011 года).

#### «Гринпис Интернэшнл»
Зарегистрировано как Stichting Greenpeace Council. Координирует глобальную, стратегическую деятельность Гринпис; управляет флотом организации; координирует разработку долгосрочных международных экологических программ.

#### Правление «Гринпис Интернэшнл»
Правление обычно состоит из семи человек, которые утверждают бюджет и аудиторские отчёты, назначают Исполнительного директора «Гринпис Интернэшнл» и контролируют его деятельность.
Правление отвечает за стратегические решения в области организационной политики «Гринпис Интернэшнл»; разработки глобальной программы организации.
Члены Правления избираются на трёхлетний срок представителями национальных и региональных организаций на ежегодном Общем собрании Гринпис Интернэшнл. Члены Правления могут переизбираться — не более 2 раз подряд.

#### Ежегодное общее собрание «Гринпис Интернэшнл»
Национальные и региональные организации (НРО) как правило (в зависимости от национального законодательства) управляются Общими Собраниями, которые в свою очередь, избирают Правление и назначают Исполнительного директора НРО. Правления состоят из людей, которые завоевали авторитет у граждан страны или стран и готовы представлять их интересы, определяя направления деятельности соответствующей организации «Гринпис». В дополнение к Ежегодному международному итоговому собранию «Гринпис Интернэшнл» проводятся другие международные встречи, где решаются организационные и управленческие вопросы.

### Принципы деятельности
«Гринпис» использует прямые действия (акции и протесты), лоббирование и научные исследования для достижения своих целей.
Принципы организации:
- Независимость. «Гринпис» существует только на пожертвования граждан и частных благотворительных фондов, не принимает денег от государственных, коммерческих структур и политических партий. «Гринпис» ответственен за эффективное использование выделяемых средств и тратит их только на природоохранные проекты.
- Ненасильственность. «Гринпис» не приемлет никаких форм насилия в качестве метода достижения целей. Все акции — выражение мирного протеста, даже если эти действия выглядят неоднозначными. Гринпис никогда не отвечает на агрессию тем же, даже когда сталкивается с запугиванием или угрозой.
- Протест действием. «Гринпис» верит в протест, который приносит результаты, верит в то, что акции смогут вдохновить людей и организации и изменить их отношение к природе. Это далеко не единственный, но, наверное, самый заметный способ привлечь внимание к экологической проблеме и добиться нужных изменений.

Принципы сбора средств:

«Гринпис» не принимает финансирование от правительств, корпораций, политических партий или межправительственных организаций.
«Для нас в Greenpeace большая честь, что наша работа финансируется почти полностью за счет пожертвований увлеченных людей со всего мира, которые заботятся о планете и хотят помочь нам добиться перемен, а также за счет грантов частных фондов, разделяющих наши ценности. Наша независимость жизненно важна для того, чтобы мы были эффективны, и именно поэтому она является основным принципом, которым мы руководствуемся при сборе средств». 

### Флот
«Гринпис» располагает тремя судами: флагман Rainbow Warrior, ледокол Arctic Sunrise и новейшее и самое экологически чистое судно флота — Witness.
Построенный в 2003 году в Южной Африке и ранее известный как Pelagic Australis, Witness был выпущен в цветах «Гринпис» в 2021 году и приступил к своей первой кампании в начале 2022 года после таких зелёных улучшений, как установка солнечных батарей, ветряных турбин и оптимизированной системы управления питанием.

## История
В конце 1960-х годов у США были планы на подземные ядерные испытания в тектонически неустойчивом районе близ острова Амчитка на Аляске. В 1964 году здесь произошло Великое Аляскинское землетрясение, поэтому местные жители опасались, что ядерные испытания спровоцируют ещё одно землетрясение или даже вызовут цунами. Противники ядерных испытаний проводили протесты на границе США и Канады. Протесты не остановили планы США по испытанию ядерного оружия. Хотя ни землетрясения, ни цунами так и не случилось, протесты усилились, когда США объявили, что собираются взорвать ещё одну бомбу, но уже в пять раз мощнее, чем первая. Ирвинг Стоу организовал благотворительный концерт, который состоялся 16 октября 1970 г. в Пасифик Колизиум в Ванкувере. Концерт создал финансовую основу для первой компании «Гринпис».
«Гринпис» образовался из движения за мир и антиядерного протеста в Ванкувере (Британская Колумбия) в конце 1960-х и начале 1970-х. 15 сентября 1971 года только что созданный комитет Don’t Make a Wave («Не создавайте волну») направил зафрахтованное судно Phyllis Cormac, впоследствии переименованное в Greenpeace, по маршруту от Ванкувера до Амчитки (Аляска) для выражения протеста против ядерных испытаний в сейсмоопасных районах. Протесты экологов заставили правительство США прекратить испытания в районе Амчитки, и к концу 1971 года остров стал птичьим заповедником.
В 1972 году комитет Don’t Make a Wave был переименован в Greenpeace Foundation. Активисты были вдохновлены своей победой и решили бороться против испытаний ядерного оружия по всему миру. Следующая акция протеста прошла в 1975 году возле атолла Муруроа в южной части Тихого океана, где Франция проводила атмосферные ядерные испытания. Акцию проводил Дэвид Мактэгарт, который в 1979 году стал главой Greenpeace International. Благодаря действиям Гринпис Франция также прекратила свои испытания.
В 1970-е «Гринпис» проводил множество кампаний против коммерческой охоты на китов. Первая экспедиция Гринпис отправилась из канадского города Ванкувер, чтобы провести акцию протеста возле советских китобойных кораблей.
Активисты «Гринпис» маневрировали на небольших надувных лодках между кораблями и животными, на которых были направлены гарпуны, прикрывая их своими телами. Впервые в истории китобойной индустрии охотники на китов столкнулись с противостоянием против их промысла. Гринпис продолжал подобную тактику протеста перед исландскими, испанскими и японскими охотниками на китов.
В 1982 году «Гринпис» добился рассмотрения Международной китобойной комиссией моратория на коммерческую охоту на китов, который с 1986 года вступил в силу. В 1994 году зона антарктических морей была объявлена заповедником для китов.
В 1985 году корабль «Гринпис» «Воин радуги» (Rainbow Warrior) провёл эвакуацию жителей тихоокеанского атолла Ронгелап. Более 95 % населения атолла пострадали от радиационного заражения после взрыва атомной бомбы на американском полигоне. Экипаж «Воина радуги» планировал в скором времени осуществить акцию протеста против испытаний, которые собиралась проводить Франция на атолле Муруроа. Накануне акции агенты французских спецслужб подорвали корабль Rainbow Warrior. Погиб фотограф «Гринписа» Фернандо Перейра.
В 1990-х «Гринпис» привлекал внимание общественности к проблеме загрязнения воздуха и разрушения озонового слоя. Научные доказательства того, что озоновый слой разрушается углеводородами групп CFC и HFC, игнорировались политиками и крупными промышленными магнатами. «Гринпис» проводил акции на заводах известных фирм, на которых происходил выброс углеводородов. В 1992 году по инициативе «Гринпис» немецкие учёные разработали технологию Greenfreeze, которую можно использовать в производстве экологических безопасных охлаждающих автоматов. В 2000 году компания Coca-Cola использовала подобные установки на Олимпиаде в Сиднее.
В 1996 году «Гринпис» начал кампанию против генетически модифицированных продуктов питания. Начались акции против импорта генетически изменённой сои в Европу из США, против выращивания генетически модифицированной кукурузы во множестве стран мира. В 1999 году правительство Евросоюза установило мораторий на ввоз и выращивание генетически изменённых культур.
В СССР отделение «Гринпис» появилось в конце 80-х. В марте 1989 года в СССР вышел двойной альбом под названием «Гринпис. Прорыв» (Greenpeace Breakthrough), в записи которого участвовали U2, Eurythmics, R.E.M., INXS, SHADE, Брайан Ферри и другие известные музыканты. Альбом вышел тиражом более 3 миллионов экземпляров и стал не только самой тиражной пластинкой западных музыкантов, выпущенной в СССР, но и первым альбомом, который появился в СССР и других странах мира одновременно. По словам Дэвида Мактаггерта, одного из основателей современной организации Гринпис, этот альбом представил не только лучших рок-музыкантов планеты, но и идею о том, что, несмотря на границы, люди объединяются для борьбы за чистую и мирную Землю.
В течение первых часов с момента выхода пластинки было продано полмиллиона экземпляров. К 15 мая 1989 года общее количество проданных альбомов достигло миллиона. Трёхминутный рекламный ролик альбома «Гринпис» был снят с участием Энни Леннокс из Eurythmics. В Москве по поводу релиза музыкального альбома проведена пресс-конференция с участием западных музыкантов. Доходы от продажи альбома были направлены на учреждение отделений «Гринпис» в Москве и Киеве, а также на поддержку проектов по охране окружающей среды в СССР.
В июле 1989 года на пресс-конференции на борту корабля Гринпис «Воин радуги» известный учёный, депутат Верховного Совета СССР Алексей Яблоков объявил о создании Гринпис СССР как «первой независимой организации в Советском Союзе».
В 1992 году образовался «Гринпис в России». Официальное представительство были в Москве и Санкт-Петербурге. Работа шла по нескольким программам (кампаниям), касающимся проблем устойчивого лесопользования, химической и радиационной безопасности, развития альтернативной энергетики и других. 19 мая 2023 Генпрокуратура РФ объявила Greenpeace International нежелательной организацией, отделение «Гринпис в России» сообщило о своём закрытии.

## Общие проекты

Страны, в которых есть представительства Гринпис

### Ядерные испытания наНовой Земле
8 октября 1990 года ночью в районе пролива Маточкин Шар судно «Гринпис» вошло в территориальные воды СССР, на берег была тайно отправлена группа активистов антиядерной акции. После предупредительного залпа сторожевого корабля «XXVI съезд КПСС» судно остановилось, на его борт поднялись советские пограничники. «Гринпис» был арестован и отбуксирован в Мурманск, затем отпущен.

### Нефтяная кампания
«Гринпис» выступает за постепенный переход к возобновляемой энергетике.
Организация выступает против конкретных опасных, разрушительных для природы проектов, с последствиями которых человечество на сегодняшний день просто не способно справиться. В том числе против таких, как добыча нефти среди арктических льдов, бурение под водой на большой глубине и др..

#### Инцидент с платформой Brent Spar
«Гринпис» принял участие в отказе от затопления нефтяной платформы Brent Spar британской компании Shell в 1995 году. Организация поставила под сомнение оценку Shell, что именно затопление платформы на большой глубине является наиболее безопасным с экологической точки зрения. «Гринпис» считал, что платформа содержала много токсичных веществ. 30 апреля 1995 года активистам «Гринпис» удалось подобраться на плоту к платформе и приковать себя к ней. Бурная реакция СМИ и общественности привела к осуждению соседними государствами затопления, падению котировок Shell и попыткам бойкота этой компании. Кампания против Shell была подхвачена СМИ, в результате пострадали 50 заправок, принадлежащих Shell, две из них были забросаны зажигательными устройствами, а одна обстреляна из огнестрельного оружия. «Гринпис» предъявлялись обвинения в том, что действия организации, которая позиционирует себя как ненасильственная, привели к совершению сторонними лицами серьёзных уголовных преступлений.
Впоследствии оказалось, что оценка «Гринпис» была сильно завышена. «Гринпис» объявил ранее, что оценивает количество остатков нефти в Brent Spar в 5500 тонн, тогда как оценка «Шелл» была 130 тонн. К сентябрю «Гринпис» признал свою ошибку, а оценка «Шелл» была позже подтверждена независимой норвежской компанией Det Norske Veritas (DNV). В письме от 4 сентября 1995 года, адресованном председателю и директору Shell U.K. Кристоферу Фаю, лорд Питер Мелчетт, исполнительный директор «Гринпис» написал:
Во многих ссылках на отбор образцов мы подчёркивали, что результаты пока ещё не окончательны, но я боюсь, что в моём письме Вам и Вашим коллегам в Совете директоров Shell U.K. от 19 июня я сказал, что наш отбор образцов показал наличие существенного количества нефти в Brent Spar. Это было ошибочное заявление, и я извиняюсь за него перед Вами и Вашими коллегами..
Парламент Великобритании также разрешил компании Shell процедуру затопления, тем не менее руководство компании всё же приняло решение отменить затопление и поступить так, как и рекомендовали им экологи. Через 3 года, в 1998 году, платформа была разобрана по частям на берегу.
В том же 1998 году государства-члены OSPAR объявили о соглашении о наземной утилизации нефтяных объектов в будущем.

Как отмечает Наоми Кляйн, влиятельный эксперт по антикорпоративному движению и брендингу, со ссылкой на лидера организации Робина Гроув-Уайта:
Урок, который Гринпис вынес из своей победы на Брент Спар, был уроком о неприкосновенности „территорий, принадлежащих сообществу людей в целом“, — мест, не поименованных ни на каких картах, не принадлежащих никаким частным институтам и потому являющихся общей собственностью.

### «Защитим Арктику»
В июле 2012 года «Гринпис» начал акцию «Защитим Арктику», целью которой было создать всемирный заповедник вокруг Северного полюса — с полным запретом нефтедобычи, промышленного рыболовства и войн в данном регионе.
Требования «Гринпис» о создании всемирного заповедника распространялись не на всю территорию Арктики, а только на область высоких широт вокруг Северного полюса, территорию, которая никому сегодня не принадлежит.
Менее чем за месяц после начала акции уже было собрано более миллиона подписей, к концу сентября 2012 г. количество подписей составило около 2 млн.
В течение сентября 2012 года компании Shell, а затем и «Газпром» сообщили о приостановке планов по добыче нефти в Арктике на 1 год. Ранее это сделали BP в море Баффина (Канада) и Cairn Energy у берегов Гренландии. Тем не менее речь шла о временной приостановке бурения, и через год, в декабре 2013 г., «Газпром» начал добычу нефти на «Приразломной».
За последующий год, к октябрю 2013 года, акция собрала уже около 4 млн подписей.
В августе 2013 года правительство Финляндии утвердило Арктическую стратегию, в которой поддерживается идея присвоения охраняемого статуса территории вокруг Северного полюса. Таким образом, Финляндия стала первой в мире страной, поддержавшей требование «Гринпис» о создании заповедника. Гренландия также приостановила выдачу лицензий на добычу нефти на арктическом шельфе. В октябре 2013 года новое правительство Норвегии отказалось от любых планов бурения на своей части Арктического шельфа.
В декабре 2013 года крупнейшая в мире частная нефтяная компания ExxonMobil отказалась от освоения арктического шельфа в Гренландии из-за слишком высоких расходов. Компания не стала подавать заявку на ключевой в отрасли конкурс — на участки шельфа Гренландии площадью 50 тысяч квадратных километров, которые могут скрывать до 31 миллиона баррелей нефтяного эквивалента. Exxon также возвращает два ранее приобретённых участка государству, поскольку считает развитие данного направления бесперспективным.
Тем не менее компания по-прежнему называет своим приоритетом освоение Арктики в России, в партнёрстве с госкорпорацией «Роснефть». Exxon Mobil получил участки на российских охраняемых природных территориях в партнёрстве с «Роснефтью». Такие участки, как «Северо-Карский», «Северо-Врангелевский-1» и «Восточно-Приновоземельский-1», захватывают почти полмиллиона гектаров трёх заповедных территорий: заповедника «Большой Арктический», заповедника «Остров Врангеля» и национального парка «Русская Арктика».
В январе 2014 года стало также известно, что нефтяной гигант Shell был вынужден в очередной раз отказаться от запуска бурения на шельфе Аляски после того, как Апелляционный суд США пришёл к выводу, что воздействие проекта на окружающую среду было недооценено. Суд постановил, что в 2008 году лицензии на бурение на шельфе Аляски были выданы Shell незаконно, и при оценке воздействия бурения на окружающую среду негативный эффект от нефтяных разработок был сознательно приуменьшен.
Исполнительный директор Shell Бен ван Бёрден сообщил, что компания не будет пытаться начать бурение на арктическом шельфе в 2014 году. Между тем, Shell продолжает сотрудничество с «Газпромом» по освоению российской Арктики. «Shell не может начать осваивать Арктику в США из-за строгого государственного регулирования и протеста общественных организаций. Именно поэтому компания идёт в Россию: в нашей стране экологическое законодательство в нефтяной отрасли настолько слабо и неэффективно, что каждый год происходят более 20 тысяч разливов нефти, виновники которых обычно отделываются мизерными штрафами. Это политика двойных стандартов», — заявил руководитель энергетического отдела Гринпис России Владимир Чупров.

#### Дело Arctic Sunrise
В сентябре 2013 года принадлежащее «Гринпис Интернэшнл» судно Arctic Sunrise приняло участие в акции протеста «Гринпис» около нефтяной платформы «Газпрома» «Приразломная», в ходе которой с корабля были спущены пять лодок с активистами «Гринпис», которые предприняли попытку закрепиться над водой на борту платформы, чтобы вывесить баннер в защиту Арктики. В это время сам ледокол стоял неподалёку и вёл переговоры с береговой охраной РФ, которая потом задержала одну из спущенных лодок. Во время попытки вывесить баннер на борту платформы береговая охрана сделала предупредительные выстрелы из АК-74 в воду. Береговая охрана потребовала, чтобы судно покинуло территорию, и открыла предупредительный артиллерийский огонь в направлении Arctic Sunrise, угрожая открыть огонь на поражение в случае невыполнения требований.
19 сентября на судно, находившееся в международных водах, высадился спецназ, захватил корабль и силой направил в порт Мурманска. 24 сентября судно прибыло в Мурманск, где весь экипаж был помещён в Мурманское СИЗО № 1 и Апатитское СИЗО № 2. 26 сентября членов экипажа Арктик Санрайз арестовали. Впоследствии были арестованы все 30 активистов.
В своём заявлении «Гринпис» сообщал, что все обвинения против них были необоснованны. Международный суд в Гааге подтвердил необоснованность захвата судна и постановил, что его захват нарушил несколько статей Конвенции ООН по морскому праву. Трёхмильная зона безопасности, объявленная российскими властями, была признана недействительной. Суд пришёл к выводу, что не было легальных причин задерживать судно с флагом Нидерландов без согласия этого государства.

## Деятельность в России

### «Чистая Нева»
В 2007 году в Санкт-Петербурге был запущен проект «Чистая Нева», направленный на решение проблем с загрязнением Невы, каналов и рек Ленинградской области. Активисты «Гринпис» вели исследования, проводя независимый экологический контроль и в случае необходимости выезжая на место происшествия, отбирая пробы воды и стоков. В период навигации «Водный патруль Гринпис» отслеживал ситуацию с загрязнением Невы и других судоходных рек. В ноябре 2012 года специалисты «Гринпис» отметили незаконные стоки табличками с именами чиновников, ответственных за состояние рек. Сейчас проект закрыт.

### «Сохранение лесов»
Лесная программа стала одним из главных проектов «Гринпис в России». Среди направлений проекта — работы по восстановлению лесов и сохранению наиболее ценных лесных территорий, а также законодательные инициативы и юридические консультации по вопросам использования и охраны лесов.

### «Возродим наш лес»
Проект «Возродим наш лес» существует с 2002 года. Основные направления: посадка деревьев, создание лесных питомников, работа со школьниками и волонтёрами. Цель проекта — в создании защитных широколиственных лесов в малолесной зоне и поддержка тех, кто хочет заниматься посадками деревьев. «Гринпис России» выращивает защитный лес в национальном парке «Угра» и ухаживает за посадками в других областях, в том числе и в Подмосковье. В проекте участвуют школы Калужской, Московской, Рязанской и других областей. В рамках проекта посаженный лес также защищают от лесных пожаров.

### Проект по раздельному сбору мусора
«Гринпис России» выступает за внедрение во всех городах и посёлках раздельного сбора и переработки мусора. «Гринпис» активно вёл кампанию за раздельный сбор с 2014 по 2017 годы. Создал и поддерживает карту пунктов приема вторсырья Recyclemap. В течение трёх лет с 2017 по 2019 «Гринпис» публиковал рейтинг доступности раздельного сбора в городах России. Сейчас проект переименован и продвигает концепцию «Ноль отходов», одним из компонентов которой является раздельный сбор.

### «Зелёный супермаркет»
В июле 2011 года «Гринпис России» начал составлять рейтинг супермаркетов по степени их участия в решении проблем отходов. Всего было составлено три списка, последний датируется маем 2012 года. За следующие годы работы «Гринпис» в этом направлении крупные сети супермаркетов отказались от раздачи бесплатных пакетов-маек на кассах, а некоторые крупные супермаркеты публично заявили о своём стремлении к устойчивому развитию и представили соответствующие стратегии и рекомендации для поставщиков и сотрудников. Сейчас «Гринпис» продолжает работать в направлении внедрения устойчивого развития ретейлеров в рамках проекта «Ноль отходов».

### «Чистый воздух»
В 2017—2020 годах «Гринпис России» вёл проект «ГринписВоздух», который был направлен на решение проблемы загрязнения воздуха в городах России. За время работы проекта создана карта «SOS! Воздух», где жители могут оставлять жалобы на качество воздуха. Жалобы передаются в Роспотребнадзор. Под давлением «Гринпис» московский экологический департамент возобновил работу ресурса по информированию жителей города о качестве воздуха. Также Greenpeace добился снижения разрешённой концентрации целого ряда канцерогенов (бензол, бериллий и его соединения, 1,3 бутадиен, акрилонитрил, тетрахлорметан).

### Освобождение косаток и белух из «китовой тюрьмы»
В конце 2018 года «Гринпис России» запустил проект, целью которого являлось освобождение 11 косаток и 90 белух, незаконно выловленных и помещенных в «китовую тюрьму» в Приморье. Отловщики хотели продать их в океанариумы Китая. Благодаря участию миллионов неравнодушных людей и взаимодействию нескольких российских НКО удалось добиться не только освобождения животных, но и включения плотоядной косатки в Красную Книгу Российской Федерации. Во время прямой линии с президентом 20 июня 2019 года на высшем уровне было дано обещание ввести законодательный запрет на вылов морских млекопитающих в учебных и научно-познавательных целях, для индустрии развлечений. Спустя полтора года в марте 2021 года история получила продолжение, и соответствующие поправки в законодательство были внесены на рассмотрение Государственной Думой. В поддержку этих поправок «Гринпис России» запустил петицию.

### Актуальные направления работы
На данный момент «Гринпис России» ведет проекты в следующих направлениях:
- изменение климата
- леса и особо охраняемые природные территории
- пожары на природных территориях
- пластиковое загрязнение

### Прочая деятельность
- В 2007—2008 годах «Гринпис» проводил широкомасштабную кампанию по поводу строительства объектов к сочинской Олимпиаде[48][49][50].
- В сентябре 2008 года руководители «Гринпис России» и WWF-Россия демонстративно вышли из состава Общественного совета при Росприроднадзоре РФ, выразив таким образом своё несогласие с принципами и методами создания данной организации. WWF и Гринпис были вынуждены публично дать оценку созданному совету после того, как убедились, что другими способами обеспечить конструктивную работу Совета будет невозможно[51].

Попытки создания псевдо-общественных организаций (или, как метко отмечала пресса — «чучел природоохранной общественности») с включением в их состав отдельных и ни на что не влияющих компетентных экспертов, уже неоднократно предпринимались в недавнем прошлом и всегда заканчивались полным провалом, как только истекал «политический заказ» на подставных экологов… Серьёзно работающие общественные организации создаются именно обществом, а не государственными или около-государственными структурами.
- «Гринпис» протестовал против материалов, из которых изготавливается iPhone[52].

В мае 2023 года Генеральная Прокуратура РФ объявила Greenpeace нежелательной организацией, заявив, что её деятельность «представляет угрозу основам конституционного строя и безопасности РФ». После этого российское отделение «Гринпис» объявило о закрытии из-за невозможности продолжать какую-либо работу. 3 июня 2023 года Роскомнадзор ограничил доступ к сайту Гринпис.

## Критика
В обществе и разнообразных СМИ время от времени муссируется мнение о том, что некоторые акции Гринпис были профинансированы конкурентами тех компаний, против которых выступала организация. Некоторые также полагают, что Гринпис используется в политических целях. Так, например, в июне 2014 года генеральный секретарь НАТО Андерс Фог Расмуссен во время выступления в Королевском институте международных отношений в Лондоне заявил, что деятельность европейских экологических организаций спонсируется Россией в рамках её тайной кампании по борьбе с разработкой сланцевого газа. По словам политика, эту информацию он получил из собственных источников в Европе.
Некоторые заявления Гринписа о генетически модифицированных продуктах критиковались за необъективность. В 2016 году более 120 Нобелевских лауреатов подписали письмо с призывом к Greenpeace прекратить борьбу с генетически модифицированными организмами.
Одним из наиболее часто цитируемых критиков «Гринпис» является Патрик Мур, возглавлявший Гринпис Канады в начале 80-х. Так, например, он заявил что: «В середине 80-х внезапно я обнаружил, что я единственный из директоров „Гринписа“, имеющий профильное образование и занимающийся наукой. Никто из моих коллег не обладал научной степенью в хоть сколько-нибудь близкой области. Это были политические деятели, какие-то публичные фигуры, экологические карьеристы… „Гринпис“ — это информационные террористы, они намеренно сгущают краски и играют на страхе людей. В основе их кампаний лежат выдумки, они дурачат людей», полагает Мур. Некоторые критики «Гринписа» идут ещё дальше и заявляют, что уже в момент его создания в 1971 году основатель организации Дэвид Мактаггарт, канадский бизнесмен, задумывал организацию как инструмент для корпоративных войн.
С другой стороны, некоторые радикальные экологи часто критикуют «Гринпис» за излишнюю мягкость и недостаток акций «прямого действия». К таковым относится, в частности, бывший активист «Гринпис» Пол Уотсон, который патрулировал акваторию, отбирал пробы воды и выявлял нелегальные стоки.
Контртеррористическое подразделение британской полиции в 2020 году включило Greenpeace в список потенциальных угроз национальной безопасности.

### Ответ на критику
В то же время представители «Гринпис» отвергают эти и другие аналогичные обвинения в свой адрес. Так, например, отмечается, что:
«Как только какая-либо экологическая организация прижимает хвост богатой и/или политически прикрытой структуре, тут же идет ответная реакция в виде порции лжи в СМИ. Интересный факт — часто это те же самые СМИ, которые до и после скандала размещают у себя материалы самого положительного содержания».
В октябре 2014 года «Гринпис» выиграл суд о защите деловой репутации. Ответчиком выступала одна из организаций, опубликовавшая на своём сайте клеветнические заявления. Иск был удовлетворён в полном объёме. В марте 2015 года «Гринпис» выиграл иск к газете «Завтра» за статью «Сети Гринписа», написанную ещё в 1999 году. Суд признал, что публикация содержит информацию, не соответствующую действительности, и обязал издание опубликовать опровержение.